# Jean-Joseph Étienne Lenoir
Jean-Joseph Étienne Lenoir (Mussy-la-Ville, Belgium, 1822. január 12. – La Varenne-Saint-Hilaire, 1900. augusztus 4.) belga mérnök, feltaláló.

## Munkássága
1860-ban megalkotta az – egyesek szerint – első belső égésű motort illetve 1863-ban az első négyütemű motort. 1860-ban 400 darab motort gyártott a Szajnán közlekedő kishajók meghajtására. Ez a motor 18 liter gázkeveréket fogyasztott és két lóerő teljesítményű volt.
A gázmotorra 1859-ben kért szabadalmat. 1863-ban gázmotoros autójával három óra hosszat utazgatott a Párizs és Joinville-le-Pont közötti 18 km-es útvonalon.

## Találmányai
- villamos fék vagonokhoz (1855)
- gyújtógyertya motorokhoz (1876)